# Consell Nacional de Suïssa
El Consell Nacional de Suïssa (en alemany Nationalrat, en francès Conseil National, en italià Consiglio Nazionale, en romanx Cussegl naziunal) és la cambra baixa de l'Assemblea Federal de Suïssa. Representa al poble suís.

## Composició
El Consell Nacional està format per 200 diputats, anomenats també consellers nacionals. Cada cantó constituïx una circumscripció electoral que escull almenys un conseller nacional en funció de la seva població, encara que aquesta sigui inferior a la mitjana nacional d'habitants per escó (que actualment és de 36.000 habitants). Els consellers nacionals són escollits mitjançant un escrutini proporcional.

### Escons por Cantó
| Cantó                   | Escons des de 2003 | abans de 2003 | diferència |
| ----------------------- | ------------------ | ------------- | ---------- |
| Zúric                   | 34                 | 34            |            |
| Berna                   | 26                 | 27            | −1         |
| Vaud                    | 18                 | 17            | +1         |
| Aargau                  | 15                 | 14            | +1         |
| Sankt Gallen            | 12                 | 12            |            |
| Ginebra                 | 11                 | 11            |            |
| Lucerna                 | 10                 | 10            |            |
| Ticino                  | 8                  | 8             |            |
| Solothurn               | 7                  | 7             |            |
| Basilea-Camp            | 7                  | 7             |            |
| Valais                  | 7                  | 7             |            |
| Friburg                 | 7                  | 6             | +1         |
| Turgòvia                | 6                  | 6             |            |
| Basilea-Ciutat          | 5                  | 6             | −1         |
| Grisons                 | 5                  | 5             |            |
| Neuchâtel               | 5                  | 5             |            |
| Schwyz                  | 4                  | 3             | +1         |
| Zug                     | 3                  | 3             |            |
| Schaffhausen            | 2                  | 2             |            |
| Jura                    | 2                  | 2             |            |
| Uri                     | 1                  | 1             |            |
| Obwalden                | 1                  | 1             |            |
| Nidwalden               | 1                  | 1             |            |
| Glarus                  | 1                  | 1             |            |
| Appenzell Ausser-Rhoden | 1                  | 2             | −1         |
| Appenzell Inner-Rhoden  | 1                  | 1             |            |

## Grups interparlamentaris
El Consell Nacional té alguns grups parlamentaris, que comprèn membres del Consell Nacional així com del Consell dels Estats de Suïssa. Aquests grups són formats per a regrupar en el seu si tots els diputats interessats en un tema en particular, independentment dels seus partits polítics. Existeix una desena de grups interparlamentaris, els més importants són aquells que es consagren a l'economia, el medi ambient, l'educació, l'agricultura, etc. Alguns altres grups es dediquen a fer contactes més propers amb parlaments d'altres països.